# ییژی سوبوتکا
ییژی سوبوتکا (چکی: Jiří Sobotka؛ ۶ ژوئن ۱۹۱۱ – ۲۰ مهٔ ۱۹۹۴) یک بازیکن فوتبال، و سرمربی اهل جمهوری چک بود.

## باشگاهی
از باشگاه‌هایی که در آن بازی کرده‌است می‌توان به اسلاویا پراگ و باشگاه فوتبال هایدوک اسپلیت اشاره کرد.

## تیم ملی
وی سابقه ۲۸ بازی برای تیم ملی فوتبال چکسلواکی در کارنامه دارد.